# 金牛座PT92半自動手槍
金牛座PT92（英語：Taurus PT92）是一系列由巴西金牛座國際槍械公司（英語：Taurus International）在巴西聖保羅的前貝瑞塔工廠所研製及生產的單／雙動操作扳機（SA／DA）、可拆卸式雙排彈匣供彈、槍管短行程後座作用操作式半自動手槍，發射9×19毫米和.40 S&W這兩種手枪子彈。

## 製作
金牛座PT92是貝瑞塔92的持特許生產證再生產版本，並且具有各種各樣的表面處理與多款把樣式。
就像貝瑞塔，金牛座PT92的採用了開放式套筒設計，套筒的上半部分被切去並且暴露了槍管本身。原來的PT92酷似原來的貝瑞塔92，雖然它在當其時不尋常的地方則是在於它所具有的方形扳機護環在擊發用於支撐另一只手的食指，而這個特徵於隨後的1985年引進到貝瑞塔92的型號並且衍生為92SB-F（92F）。在大多數情況下，金牛座PT92比貝瑞塔92更為便宜。
PT92的其他版本包括了具有一個可調節的照門和一個加高版準星的PT99，緊湊型PT92C版本，以及分別是PT92和PT99的.40 S&W口徑版本的PT100和PT101。
金牛座PT92的設計已經經歷了多次修改，因為它最初是在1980年代中期生產。早期型PT92和PT99們都沒有配備在現在已經是標準的第三個保險位置待擊解脫桿；這個功能在1990年代早期的修改中被加入到第二代型號裡，當中還包括可在貝瑞塔92F中找到的三點式瞄具。在90年代後期的第三次年代改變了握把和套筒設計（現在具有比在1997年之前製造的PT92們更寬的拉機用鋸齒型突起防滑紋）。
最近（2005年），金牛座已經開始生產在底把上內置的配件導軌的PT92，之前在更新型的貝瑞塔M9A1，亦即是衍生自PT92的貝瑞塔92F的軍事升級型號所發現的其中一大功能。雖然15發彈匣是多年的PT92標準彈匣裝填數量，金牛座現在為了該槍生產了17發彈匣以給予它可與格洛克17手槍匹敵的火力，而它亦可使用售後市場的30發彈匣。

## 衍生型

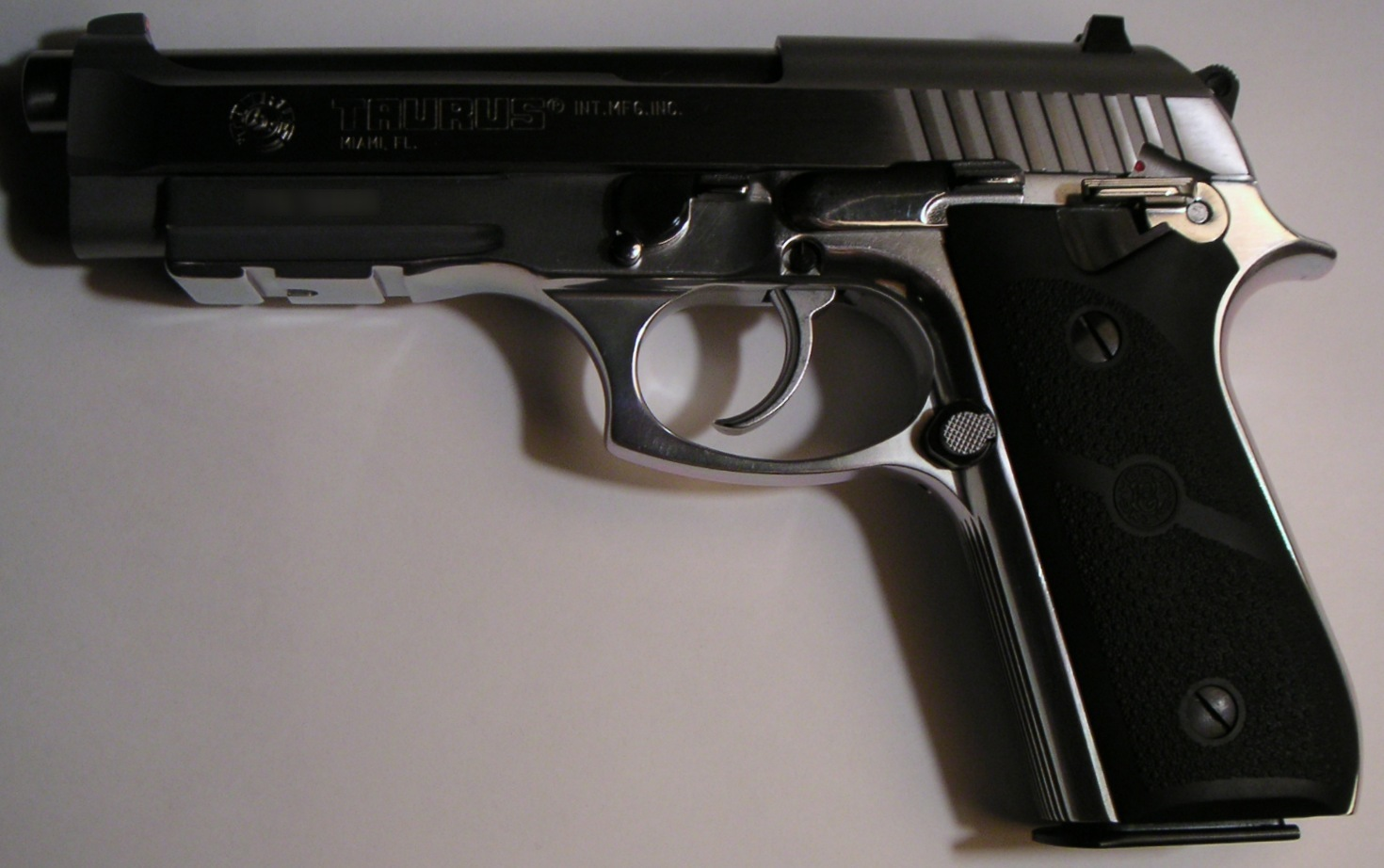
不鏽鋼型金牛座PT92

### 9×19毫米
- PT92，发蓝表面處理，硬木或黑色塑料握把，三點式固定瞄準具，可選用10、15或17發原廠彈匣。
- PT92AF，輕量鋁合金底把，4.75英吋槍管，硬木或黑色的塑料握把，三點式固定瞄準具，可選用10、15或17發原廠彈匣。
- PT92SS，不鏽鋼表面處理，格仔黑色橡膠握板把，三點式固定瞄準具，可選用10、15或17發原廠彈匣。
- PT92C，緊湊型4英吋槍管版本，硬木或黑色塑料握把，三點固定瞄準具，12發原廠彈匣。
- PT99，烤藍或緞面镍表面處理，硬木或黑色塑料握把，可調節照門，與PT92的彈匣兼容。
- PT99AF，烤藍或緞面镍表面處理，硬木或黑色塑料握把，輕量化鋁合金底把，4.75英吋槍管，可調節照門，與PT92彈匣兼容。
- PT917C，緊湊型4英吋槍管版本，烤藍表面處理，鋁合金底把，三點式固定瞄準具，可選用17或19發原廠彈匣。19發彈匣在握把的底部延伸1英寸。可接受標準型PT92的彈匣。17、19發原廠彈匣可以互用。
- PT917CS，緊湊型4英吋槍管版本，不鏽鋼表面處理，鋁合金底把，三點式固定瞄準具，可選用17或19發原廠彈匣。19發彈匣在握把的底部延伸1英寸。可接受標準型PT92的彈匣。17、19發原廠彈匣可以互用。

### .40 S&W
- PT100，.40 S&W口徑版本，三點式固定瞄準具，10或11發原廠彈匣。
- PT101，.40 S&W口徑版本，可調節照門，與PT100的彈匣兼容。

## 使用國
- 阿根廷：自2009年開始，PT92和PT917是布宜諾斯艾利斯省警察的標準型佩槍（英语：Side arm）。
- 巴西：PT92是巴西陸軍、憲兵和國家公安部隊（在服兵役的，則被命名為M975手槍）的標準型手槍。[1]
- 格瑞那達
- 印度尼西亞
- 利比亞
- 马来西亚
- 馬爾他
- 巴拿马
- 巴拉圭

## 流行文化
金牛座PT92系列登場於多部电影、电視和电脑游戏裡，例如：

### 電影
- 1989年—：型號為金牛座PT99，由刺殺小隊的大佬們所使用。
- 1989年—：型號為金牛座PT92，由（James Bond，飾演）所使用，一度由費利克斯·雷特（Felix Leiter，大衛·克里遜）所奪取，其後奪回；PT92亦被米爾頓·夫斯克（Milton Krest，安東尼·澤布飾演）所使用。
- 1989年—《賭神》：型號為金牛座PT92，由主角高進／朱古力（賭神，周润发飾演）、越南華僑龍五（向華強飾演；雙持時由左手握持，右手則握持貝瑞塔92FS）、混混陳小刀（劉德華飾演）和新加坡賭王陳金城（鮑漢琳飾演）所使用。
- 1990年—：型號為金牛座PT92 AFS，由小路易·施特拉克（Louis Strack, Jr.，科林·弗瑞爾斯飾演）所使用。
- 1992年—：型號為金牛座PT92、PT92AFS和PT92CS：
  - PT92充當貝瑞塔92FS並且由江浪（梁朝偉飾演）和Johnny Wong的手下們所使用。
  - PT92AFS裝上消聲器並且由袁浩雲（周润发飾演）所使用。
  - PT92CS在罪犯在軍械庫桌子上。
- 1993年—：型號為金牛座PT92硬木握把型，原來由新納粹·尼克（Nick the Neo-Nazi，弗雷德里克·福雷斯特飾演）所使用，後來被主角威廉·「D-芬斯」·福士特（William 'D-Fens' Foster，邁克爾·道格拉斯飾演）所奪取。
- 1994年—：型號為金牛座PT99硬木握把型，由賈尼絲（Janice，簡·莫里斯飾演）所使用。
- 2000年—：型號為金牛座PT92AFS，由黑幫成員所使用。
- 2003年—：型號為金牛座PT92AFS，雙持並且由醉酒狀態的俄羅斯黑幫成員阿列克謝（Alexei，彼得·斯特曼飾演）在來到塔皮亞位於邁阿密的宅邸報仇時所使用。
- 2006年—：型號為金牛座PT92不鏽鋼型，由一名秘密警察「Fingermen」所使用，該槍被V解除武裝。
- 2007年—：型號為金牛座PT92AF，由主角尼可拉斯·安吉警長（Nicholas Angel，西蒙·柏奇飾演）在超市和酒吧槍戰中所使用，雙持時由右手握持（左手則握持不鏽鋼底把及黑色套筒全尺寸型傑里科941 F）。
- 2007年—：型號為金牛座PT92鍍镍型，裝上珍珠握把並且被參議員查理·F·米瓊（Charles F. Meachum，納德·畢提飾演）拋到莎拉·芬（Sarah Fenn，凱特·瑪拉飾演）旁，然後由莎拉拿起使用。
- 2007年—《死亡客機》：型號為金牛座PT92鍍鎳硬木握把型，最初由杜魯門·伯羅斯（Truman Burrows，大衛·齊茲厄姆飾演）所使用，其後則轉交給弗蘭克·斯特拉斯莫爾（Frank Strathmore，凱文·奧康納飾演）使用。
- 2007年—《男兒本色》：型號為金牛座PT92AF，由天養義（安志傑飾演）和天養生（吳京飾演）所使用。
- 2007年—：型號為金牛座PT92AFS和金牛座PT92不鏽鋼套筒型：
  - 金牛座PT92AFS由主角史密斯（Smith，克里夫·歐文飾演）所使用。
  - 金牛座PT92不鏽鋼套筒型由赫茲的打手所使用。
- 2007年—：型號為金牛座PT92AF，由麥奇（Mikey，克里斯多佛·伊根飾演）和卡洛斯·奧利維拉（Carlos Olivera，歐迪·費爾飾演）所使用。
- 2007年—：型號為金牛座PT92，由警察和毒販雙方所使用。
- 2007年—：型號為金牛座PT92鍍鎳硬木握把型，裝上補償器並且由組織的其他殺手用在火車上的戰鬥。
- 2008年—：型號為金牛座PT92AFS，由埃爾維斯（Elvis，阿納托爾·陶布曼飾演）和格林的司機所使用。
- 2012年—《龍虎少年隊》：型號為金牛座PT92AFS，只在片尾出現。
- 2012年—：型號為金牛座PT92AF，由綁匪和主角布賴恩·米爾斯（Bryan Mills，連恩·尼遜飾演）所使用。
- 2013年—：型號為金牛座PT92AF，由皮諾將軍（General Grigio，約翰·馬克維奇飾演）所使用。
- 2013年—：型號為金牛座PT92AFS，裝上珍珠握把片並且由帕皮·格雷科（Papi Greco，愛德華·詹姆斯·歐蒙飾演）所使用。
- 2013年—：型號為金牛座PT92AFS，由女主角瑪麗·桑丁（Mary Sandin，伊森·霍克飾演）於殺戮者用在攻入居家時。

### 电子遊戲
- 2012年—：型號為金牛座PT92AF，命名為「PT92」，有金色版本，可裝上消聲器、戰術燈和雙持。
- 2015年—：命名為「PRB92」及“Luison”（消音版本），奇怪的有著圓形扳機護環而且彈匣釋放鈕位於握把底部，令其看起來更像貝瑞塔92初期型，由特别警察行动营幹員所使用。

## 犯罪
美国东部时间2014年12月20日下午2点47分，美国纽约市布鲁克林区贝德福德·斯泰福斯特街区，28岁的凶手伊斯迈伊尔·阿卜杜拉·布林斯利使用金牛座PT92射杀两名纽约警察局警官以後，逃入纽约地铁站並以該槍吞槍自杀。
2016年9月25日，位於台灣宜蘭冬山鄉的40歲凶手張順典因不滿18歲兒子被20歲黃姓友人開車載離住處，加上張男有暴力傾向；因此騎乘機車以金牛座PT92朝車子射擊，子彈擊中黃姓友人頭部，張男兒子因槍枝卡彈逃過一劫。隔日1點50分霹靂小組與刑警攻堅張男位於宜蘭蘇澳的友人住處，張男則欲持槍輕生；於2點35分舉槍自盡。

## 資料來源
1. ↑  Estado - Exército Brasileiro 的存檔，存档日期2010-04-05.

## 外部連結
- （英文）—Official United States site （页面存档备份，存于）
- （英文）—Unsung Best Buy: A Critical Look at the Taurus PT-92 （页面存档备份，存于）
- （英文）—PT-92 Pictorial （页面存档备份，存于）
- （英文）—PT917C
- （英文）—Modern Firearms－Taurus PT92 PT99 PT100 PT101 （页面存档备份，存于）
- （英文）—The Firearm Blog.com－Troubleshooter Berlin’s Blowback Taurus 92 （页面存档备份，存于）
- （英文）—The Truth About Guns.com－Gun Review: Taurus PT-92 AF （页面存档备份，存于）
- （英文）—Military, Security and Civilian Guns and Equipment—Taurus PT92 （页面存档备份，存于）
- （简体中文）—D Boy Gun World（槍炮世界）—其他仿制型 （页面存档备份，存于）（有PT-92）